# 葛井親王
葛井親王（ふじいしんのう/かどいしんのう）は、桓武天皇の第12皇子。母は坂上春子（坂上田村麻呂の娘）。官位は三品・大宰帥。

## 経歴
延暦22年（803年）6歳にして勅により帯剣を許された。
嵯峨朝の弘仁10年（819年）に四品・兵部卿に叙任される。上野太守・常陸太守を経て、承和8年（841年）に三品に叙せられる。嘉祥3年（850年）正月に大宰帥に任ぜられるが、同年4月2日薨去。享年51。最終官位は大宰帥三品。

## 人物
幼い頃から臨機応変に知恵が働くところがあった。弓芸を非常に得意とし、武人の家であった外戚（坂上氏）の遺風を継いでいた。また、声楽を好み、特に管弦に巧みであった。晩年は酒を好み、志は燕楽に在りと言って、連夜のように酒宴を催したという。

## 逸話
かつて嵯峨天皇が豊楽院で射礼を観覧した際、行事の終了後に諸親王や群臣に対して弓を射させたが、12歳の葛井親王にも戯れに射させたところ、百発百中であった。行事に居合わせた外祖父の坂上田村麻呂は、驚き騒ぎ喜び勇んで葛井親王を抱いて立ち上がって舞った。田村麻呂は天皇の前に進み出て、かつて自分は10万の兵を率いて東夷を征討した際、朝廷の威光を頼りに向かうところ敵なしであったものの、今思うに計略や兵術について究めていない点が多数あったが、葛井親王は幼いながら武芸がすばらしく私の及ぶところではないと言った。嵯峨天皇は大いに笑って、それは褒め過ぎであると返したという。

## 官歴
『六国史』による。
- 延暦24年（805年） 8月1日：賜山城国相楽郡白田13町
- 弘仁10年（819年） 日付不詳：四品。日付不詳：兵部卿
- 天長3年（826年） 日付不詳：上野太守
- 承和元年（834年） 正月12日：常陸太守
- 承和7年（840年） 正月30日：常陸太守
- 承和8年（841年） 11月20日：三品
- 嘉祥3年（850年） 正月15日：大宰帥。4月2日：薨去（大宰帥三品）

## 系譜
- 父：桓武天皇[1]
- 母：坂上春子（坂上田村麻呂の娘）[1]
- 妻：斉子内親王（嵯峨天皇皇女）[2]
- 生母不詳の子女
  - 長男：基兄王（824年 - 881年）[3]
  - 男子：基棟王
  - 男子：棟氏王（? - 863年）[4]
  - 男子：棟良王（? - 877年）
  - 男子：棟貞王